# كارول جيليجان
كارول جيلجان، (بالإنجليزية: Carol Gilligan، ولدت في تشرين الأول/ نوفمبر عام 1936) هي نسويَّة أخلاقية أمريكية ومعالجة نفسية.

## حياتها
ولدت لعائلة يهودية في نيويورك، عام 1936 تشرين الأول نوفمبر، وهي الابنة الوحيدة للمحامي لوليام فريدمان ومابيل كامينز، ذهبت إلى رادكليف وحصلت على درجة الماجستير في علم النفس السريري، وتخرجت بامتياز في عام 1960. وحصلت على الدكتوراه من جامعة هارفارد في عام 1964.

## نظريتها
قامت كارول جيلجان بتأسيس نظرية جديدة في علم النفس متحدية بذلك التيار السائد، وضحّت من خلالها أن المعايير النفسية المقبولة للتطورات الأخلاقية الشخصية استندت لتحيّز ذكوري ولا تنطبق على النساء. ورأت جيلجان أن للنساء أخلاقيات مختلفة من تلك التي عند الرجال، كما أنهن يختلفن عن الرجال في النضج. كما ووجّهت نقدا لنظرية استاذها لورانس كوهلبرج لأن نظريته اعتمدت على عينة من الذكور البيض الأمريكيين، ليصف تطوّر الأخلاقيات لدى البشر، ولكن جيلجان نبهت إلى حقيقة إقصاءه لباقي الشرائح وكذلك النساء اللواتي يكن بأغلب مراحل حياتهن قريبات من أمهاتهن فتطوّر لديهن أخلاقيات تسمى أخلاق الرعاية، وهو نمط أخلاقي أسمى يُعنى بالعناية والاهتمام بكل الناس انطلاقا من مبدأ المسؤولية.